# Kazimierz Wichniarz

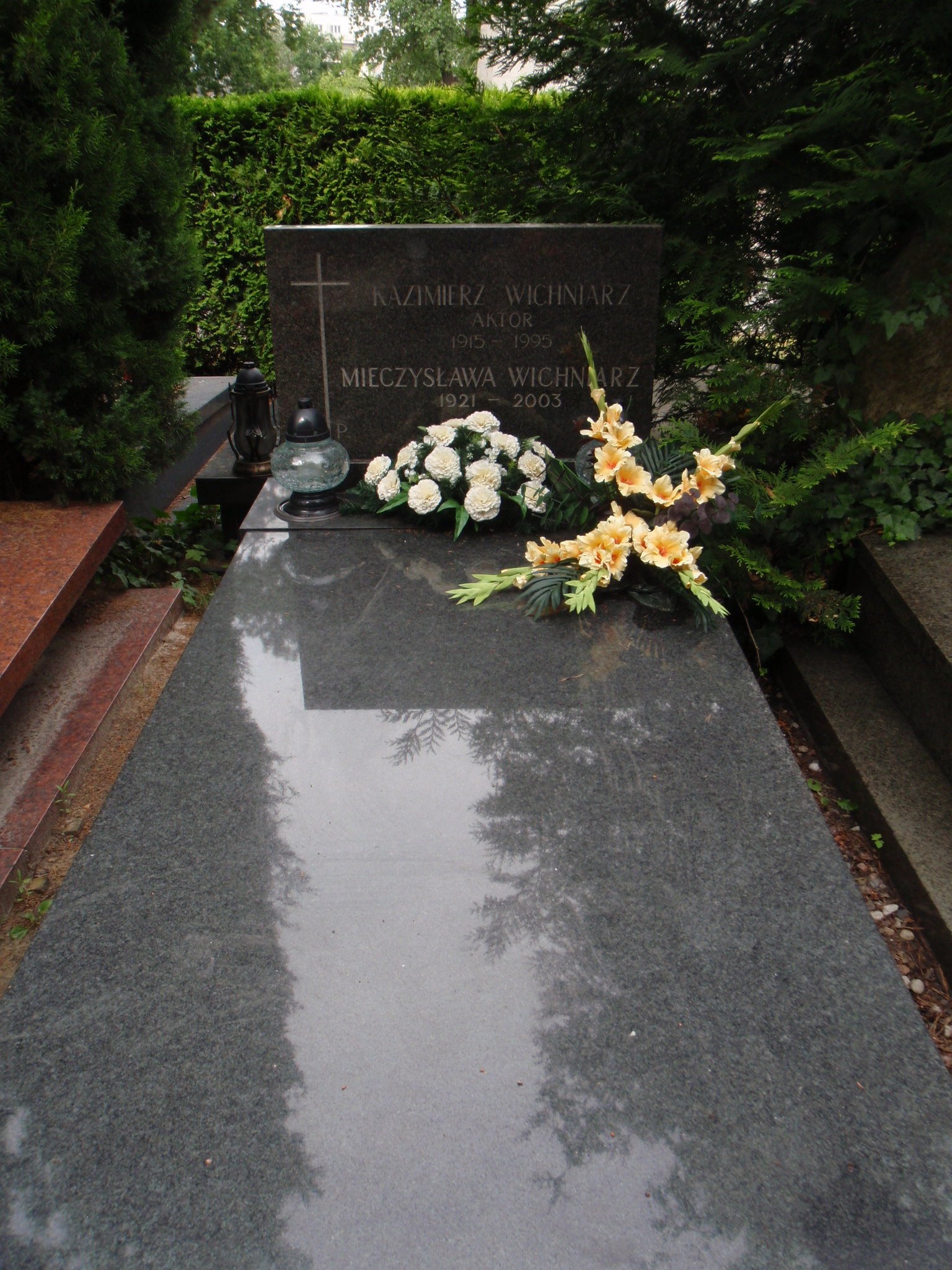
Grób Kazimierza Wichniarza na Cmentarzu Wojskowym na Powązkach w Warszawie

Kazimierz Wichniarz (ur. 18 stycznia 1915 w Poznaniu, zm. 26 czerwca 1995 w Warszawie) – polski aktor teatralny i filmowy.

## Życiorys
Pochodził z poznańskiego Górczyna. W latach 1931–1934 uczył się w studium aktorskim przy poznańskim Teatrze Polskim i występował na scenie tego teatru. W 1934 roku zdał aktorski egzamin eksternistyczny i został przyjęty do Związku Artystów Scen Polskich. Do II wojny światowej grał w Łucku i Łodzi. W 1939 roku wziął udział w kampanii wrześniowej i został wzięty do niewoli, z której zbiegł i do końca okupacji mieszkał w Mielcu. W latach 1944–1946 był aktorem Teatru Wojska Polskiego (zaangażował się w Lublinie), następnie występował w Katowicach, Bydgoszczy, Toruniu oraz ponownie w Poznaniu i Łodzi. Ostatecznie zamieszkał w Warszawie. Od 1957 roku do przejścia na emeryturę z końcem 1988 roku był aktorem Teatru Narodowego w Warszawie.
Był żonaty z Mieczysławą; nie mieli dzieci. Został pochowany na Cmentarzu Wojskowym na Powązkach w Warszawie (kwatera A 3 Tuje rz. 2 m. 38).

## Filmografia (wybór)

### Aktor
- 1946: Zakazane piosenki – gestapowiec dokonujący rewizji
- 1952: Pierwsze dni – Baka, członek bandy
- 1954: Pod gwiazdą frygijską – członek partii
- 1954: Kariera – murarz Bartosik
- 1954: Autobus odjeżdża 6.20 – kierownik Musioł
- 1954: Uczta Baltazara – Zbigniew Haza, wspólnik Uriaszewicza
- 1954: Pokolenie - werkschutz
- 1955: Godziny nadziei – sierżant Tomala
- 1956: Wraki – kucharz Feluś
- 1958: Wolne miasto – Kunert, asystent naczelnika poczty
- 1960: Szatan z siódmej klasy – Iwo Gąsowski, konserwator zabytków, ojciec Wandy
- 1961: Dotknięcie nocy – sierżant Walczak
- 1963: Godzina pąsowej róży – mecenas Kępski, przyjaciel domu
- 1966: Małżeństwo z rozsądku ojciec Magdy
- 1968: Hasło Korn – pracownik kontrwywiadu
- 1969: Gniewko, syn rybaka – Sulisław
- 1970: Pierścień księżnej Anny – kucharz na dworze księcia Janusza
- 1970: Prawdzie w oczy – majster Kliś
- 1971: Złote Koło - badylarz Jan Butyrak
- 1972: Chłopi – młynarz
- 1973: Chłopi – młynarz
- 1973: Hubal – ksiądz Edward Ptaszyński
- 1974:
  - Potop - Jan Onufry Zagłoba
  - Ziemia obiecana – Zajączkowski
  - Karino – dyrektor departamentu hodowli
- 1978: Zielona miłość – zielarz Jonasz Kopałko
- 1981: Zamach stanu – Kazimierz Stamirowski, wiceminister spraw wewnętrznych, świadek oskarżenia w procesie brzeskim
- 1981: Rodzina Leśniewskich – aktor grający króla (odc. 3)
- 1982: Przygrywka – przeor
- 1984: Kobieta z prowincji – Felek Solski, drugi mąż Andzi

### Polski dubbing
- 1955: Zakochany kundel – Lord
- 1953: Piotruś Pan – Wielki Wódz
- 1962: Wielka, większa i największa – głos samolotu „Jak”
- 1964: Dwaj Muszkieterowie – oficer Maciej z Babic
- 1970: Kochajmy straszydła – Boruta (nie występuje w napisach)

### Użyczył głosu
- Ogniem i mieczem (Teatr Polskiego Radia) – Onufry Zagłoba
- 1985: Kubuś Puchatek (bajka muzyczna wydana przez Polskie Nagrania na kasecie; CK 415) – Słoń

## Odznaczenia i nagrody
- Krzyż Komandorski Orderu Odrodzenia Polski (1984)
- Krzyż Oficerski Orderu Odrodzenia Polski (1975)
- Krzyż Kawalerski Orderu Odrodzenia Polski (1967)
- Złoty Krzyż Zasługi (1956)
- Medal 10-lecia Polski Ludowej (1955)
- Medal 40-lecia Polski Ludowej (1984)
- Odznaka „Zasłużony Działacz Kultury” (1975)
- Złota Odznaka Związków Zawodowych (1975)
- Odznaka honorowa „Za Zasługi dla Warszawy” (1967)
- Nagroda Miasta Stołecznego Warszawy (1980)